# Na-K-Cl kotransporter
Na-K-Cl kotransporter (NKCC) je protein koji učestvuje u aktivnom transportu natrijuma, kalijuma, i hlorida u i iz ćelije. Postoje dve forme ovog membranskog transportnog proteina, NKCC1 i NKCC2, koje su kodirane sa dva različita gena (SLC12A2 i SLC12A1 respektivno) i nisu izoforme. Dve izoforme NKCC1/Slc12a2 gena su rezultat zadržavanja (izoforma 1) ili izostavljanja (izoforma 2) eksona 21 u krajnjem genskom produktu.
NKCC1 je široko distribuiran u telu. On ima važne funkcije u organima koji izlučuju fluide. NKCC2 posebno izražen u bubrezima, gde vrši ekstrakciju natrijuma, kalijuma, i hlorida iz urina tako da oni mogu da budu reapsorbovani u krv.

## Spoljašnje veze
- Sodium-Potassium-Chloride+Symporters на 